# George Stuart d’Aubigny

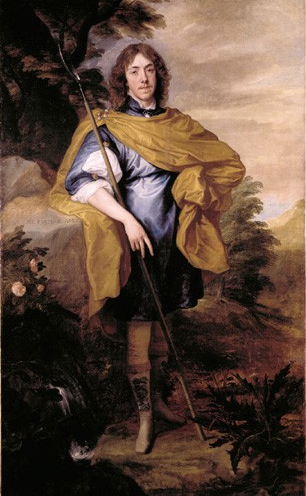
George Stuart d’Aubigny, 1638

Lord George Stewart (französisch George Stuart d’Aubigny, * 17. Juli 1618 in Bath House, Holborn, London; † 23. Oktober 1642 bei Edge Hill, Warwickshire) war ein schottisch-französischer Adliger aus der Familie Stewart und 9. Herr von Aubigny.
Er war der dritte überlebende Sohn des Esmé Stewart, 3. Duke of Lennox, aus dessen Ehe mit Katherine Clifton, 2. Baroness Clifton. Als Sohn eines Duke führte er ab 1624 das Höflichkeitsprädikat Lord. Als George sechs Jahre alt war, starb sein Vater an Fleckfieber, woraufhin George unter Vormundschaft seines entfernten Verwandten König Karls I. von England gestellt wurde. Er wuchs zusammen mit seinem älteren Bruder Henry und seinem jüngeren Bruder Ludovic unter der Obhut seiner Großmutter väterlicherseits Catherine de Balsac († um 1631), Witwe des Esmé Stewart, 1. Duke of Lennox, im Schloss Aubigny in Aubigny-sur-Nère im Berry in Frankreich auf. Sein ältester Bruder war James Stewart, 4. Duke of Lennox. Er wurde als französischer Untertan naturalisiert und studierte am Collège de Navarre der Universität von Paris.
Im Alter von vierzehn Jahren erbte er 1632 beim Tod seines älteren Bruders Henry die Herrschaft Aubigny, für die er am 5. August 1636 König Ludwig XIII. von Frankreich den Lehnseid leistete.
1638 heiratete er heimlich Lady Catherine Howard († 1650), Tochter des Theophilus Howard, 2. Earl of Suffolk. Mit ihr hatte er zwei Kinder:
- Charles Stewart, 6. Duke of Lennox (1639–1672);
- Katherine Stewart, 7. Baroness Clifton (1640–1702), ⚭ (1) Henry O’Brien, Lord O’Brien, ⚭ (2) Sir Joseph Williamson.

Während des Aufstands der Schnitter im Französisch-Spanischen Krieg verteidigte er als französischer Heerführer die Stadt Ille gegen einen spanischen Angriff und kämpfte 1641 in der Schlacht am Montjuïc. Im beginnenden Englischen Bürgerkrieg schloss er sich in York dem Heer Karls I. an, der ihn am 18. April 1642, ebenso wie seine jüngeren Brüder John und Bernard, zum Knight Bachelor schlug. Im Oktober 1642 kämpfte er in der Schlacht bei Edgehill, in deren Verlauf er getötet wurde. Er wurde in der Christ Church Cathedral in Oxford begraben. Seine französischen Besitzungen fielen an seinen jüngerer Bruder Ludovic. Seine Witwe heiratete spätestens 1648 James Livingston, 1. Earl of Newburgh.